# Episodi di Slattery's People (seconda stagione)
La seconda stagione della serie televisiva Slattery's People è andata in onda negli Stati Uniti dal 17 settembre 1965 al 26 novembre 1965 sulla CBS.
| nº | Titolo originale                           | Prima TV USA      |
| -- | ------------------------------------------ | ----------------- |
| 1  | A Sitting Duck Named Slattery              | 17 settembre 1965 |
| 2  | He Who Has Ears, Let Him Bug Somebody Else | 24 settembre 1965 |
| 3  | How Impregnable is a Magic Tower?          | 1º ottobre 1965   |
| 4  | The Unborn                                 | 8 ottobre 1965    |
| 5  | Rally 'Round Your Own Flag, Mister         | 15 ottobre 1965   |
| 6  | What Can You Do with a Wounded Tiger?      | 22 ottobre 1965   |
| 7  | The Hero                                   | 5 novembre 1965   |
| 8  | Of Damon, Pythias and Sleeping Dogs        | 12 novembre 1965  |
| 9  | The Last Commuter                          | 19 novembre 1965  |
| 10 | Color Him Red                              | 26 novembre 1965  |

## A Sitting Duck Named Slattery
- Prima televisiva: 17 settembre 1965
- Diretto da: Allen Reisner
- Scritto da: Preston Wood

### Trama
- Guest star: Laurence Haddon (Harry Borland), William Bramley (Beecher), Robert F. Simon (Arthur MacAllister), Howard Caine (Joseph Pacelli), Carroll O'Connor (tenente Wayne Altman)

## He Who Has Ears, Let Him Bug Somebody Else
- Prima televisiva: 24 settembre 1965
- Diretto da: Gerald Mayer
- Scritto da: David Rintels

### Trama
- Guest star: Robert Riordan (Samson), David Fresco (Tyler), William Hansen (Logan), J. P. Burns (Cody), Robert Karnes (Wilson), Allan Melvin (Braddock)

## How Impregnable is a Magic Tower?
- Prima televisiva: 1º ottobre 1965
- Diretto da: Lamont Johnson
- Scritto da: Sheldon Stark

### Trama
- Guest star: Manuel Padilla Jr. (Dwight), Eduardo Ciannelli (Serafino Roca), Judson Pratt (Daniels), Paul Mantee (Ignacio), Pilar Seurat (Maria)

## The Unborn
- Prima televisiva: 8 ottobre 1965
- Diretto da: Richard C. Sarafian
- Scritto da: Pat Fielder

### Trama
- Guest star: Trevor Bardette (Conklin), John Randolph (dottor Holmes), Fred J. Scollay (Harrison), Joyce Van Patten (Barbara)

## Rally 'Round Your Own Flag, Mister
- Prima televisiva: 15 ottobre 1965
- Diretto da: Lamont Johnson
- Scritto da: David Karp

### Trama
- Guest star: Robert J. Stevenson (presidente), Tom Peters (Templeton), Warren Oates (Burns), Clifton James (Means), Lloyd Nolan (Blackburn)

## What Can You Do with a Wounded Tiger?
- Prima televisiva: 22 ottobre 1965
- Diretto da: Ralph Senensky
- Scritto da: Wanda Duncan, Bob Duncan

### Trama
- Guest star: Lonny Chapman (Lou), Robert Nichols, II (Carter), Pat Cardi (Stakely), Audrey Christie (Mrs. Roberts), Bill Zuckert (Roberts), Ossie Davis (Phillips)

## The Hero
- Prima televisiva: 5 novembre 1965
- Diretto da: Marc Daniels
- Scritto da: Preston Wood

### Trama
- Guest star: Ford Rainey (Holbrook), Victor French (Lindler), Lloyd Gough (Galt), Alan Hewitt (Edmonds), Earl Holliman (eroe di guerra), Larry Blyden (Keiller)

## Of Damon, Pythias and Sleeping Dogs
- Prima televisiva: 12 novembre 1965
- Diretto da: Allen Reisner
- Scritto da: Sheldon Stark

### Trama
- Guest star: Robert Lansing (Markham), Michael Walker (Rankin), Tisha Sterling (Cindy), Juanita Moore (Millie)

## The Last Commuter
- Prima televisiva: 19 novembre 1965
- Diretto da: Marc Daniels
- Scritto da: David Karp

### Trama
- Guest star: David Sheiner (Jacoby), Jack Collins (Howells), Joan Blondell (Mrs. Lewis), Robert Q. Lewis (Stillwell), Lew Ayres (Spencer Champion Carlisle)

## Color Him Red
- Prima televisiva: 26 novembre 1965
- Diretto da: Gerald Mayer
- Scritto da: Pat Fielder

### Trama
- Guest star: Gene Lyons (Norris), John McIntire (Stevens), Martha Scott (Fran)